# Air Georgian
Air Georgian Ltd. è stata una compagnia aerea regionale canadese con sede a Mississauga, che operava voli per conto di Air Canada.

## Storia
Attivata nel 1985, attese per nove anni prima di poter entrare nel novero delle compagnie aeree propriamente dette. Le attività iniziarono infatti nel 1994, pur limitate ancora a soli voli merci. Nel 1997 la compagnia aerea divenne partner di Canadian Airlines e subito fu inserita nel marchio consortile "Canadian Partner" e poi con l'appellativo "Ontario Regional Airlines" fino al 1999. A seguito dell'acquisto di Canadian Airlines da parte di Air Canada, nel 2001 Air Georgian si affiliò a quest'ultima operando nel marchio "Air Canada Alliance" fino al 2011. Successivamente e fino all'autunno 2013 con quello "Air Canada Express". Nel 2007 le attività merci denominate in Georgian Express furono vendute a Cargojet.
Il 15 novembre 2013, Air Georgian e Regional 1 completarono una joint venture attraverso la creazione di una società madre denominata Regional Express Aviation Ltd., con sede a Calgary. Le due società beneficiarono della più grande flotta privata al mondo di aerei Bombardier DHC 8 e CRJ oltre a 100 milioni di dollari in pezzi di ricambio e basi di manutenzione; tuttavia nel febbraio 2016 questo accordo si concluse tra qualche polemica. A seguito della fine della collaborazione Air Canada Express il 31 gennaio 2020, Air Georgian presentò un avviso di intenti per la protezione dai fallimenti. Il 16 marzo dello stesso anno la compagnia aerea ricevette l'autorizzazione del tribunale per uscire dalla protezione in caso di fallimento dopo l'approvazione di un'offerta di acquisto da parte di una società privata. La compagnia fu dichiarata fallita il 2 giugno 2020, dopo che non furono presentatate offerte per l'acquisto entro la scadenza del 31 maggio 2020. Quanto rimaneva fu acquistato da Pivot Airlines.

## Flotta

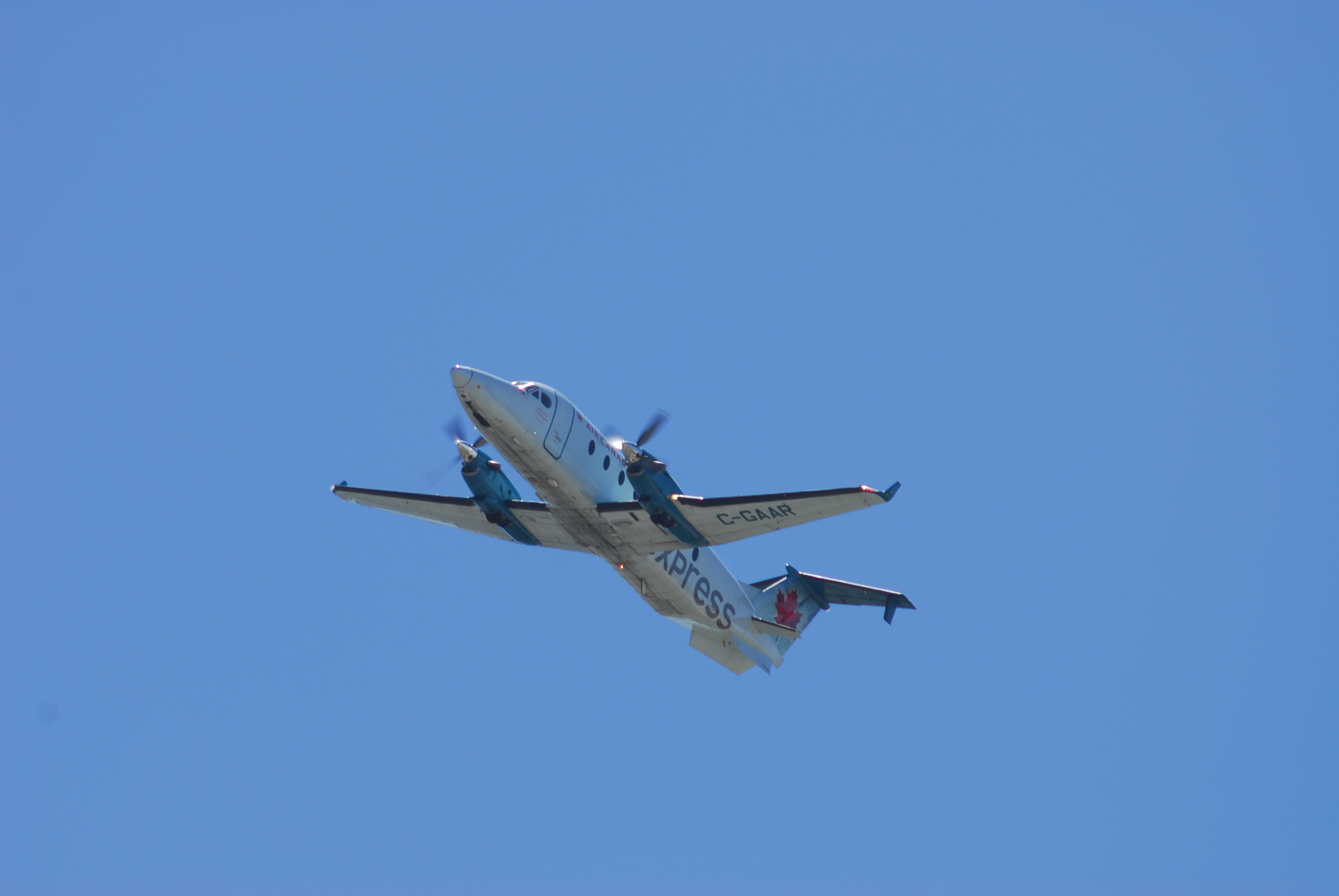
Un Beechcraft 1900D di Air Georgian.

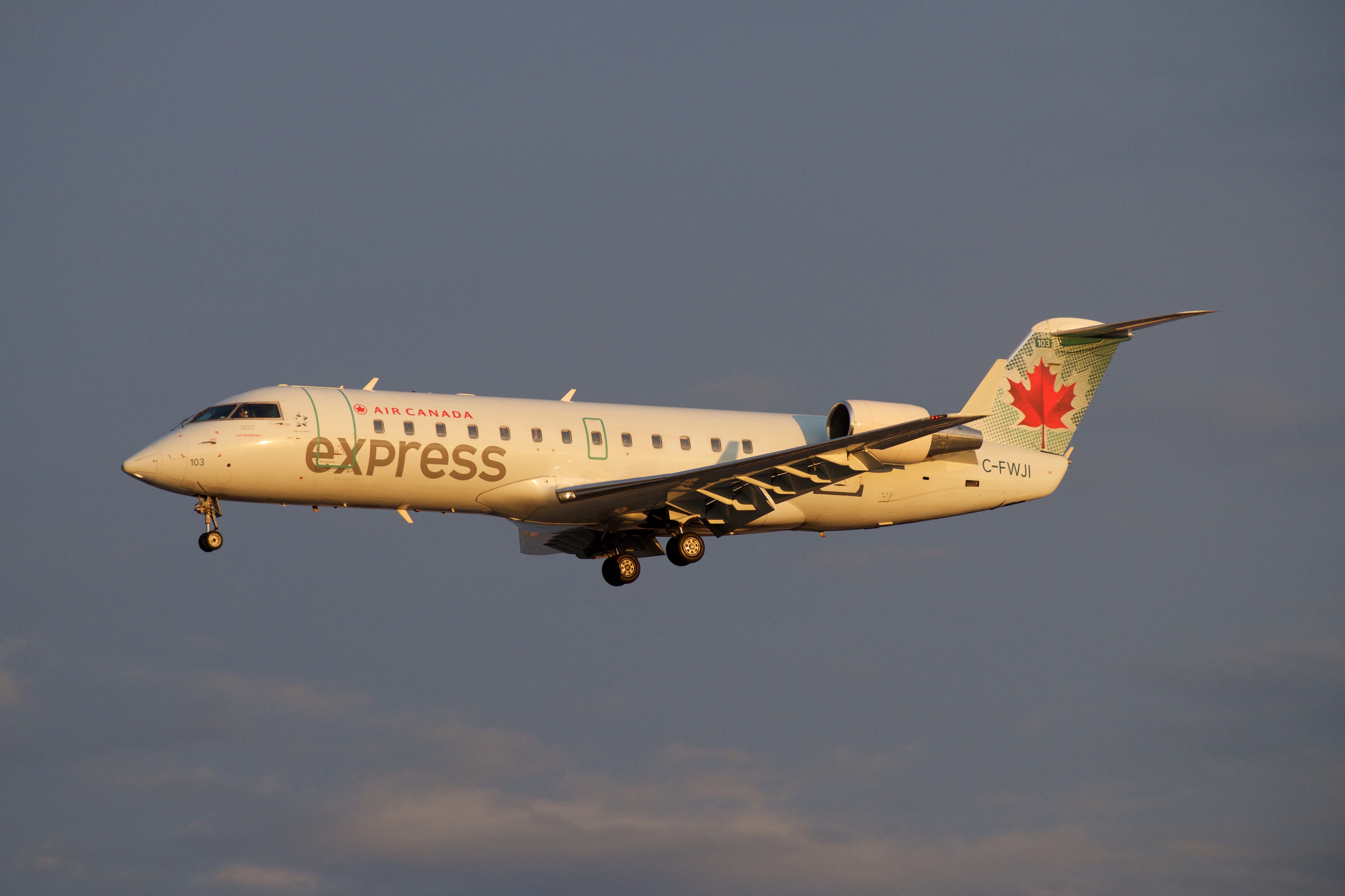
Un Bombardier CRJ-100ER di Air Georgian.

Ad aprile 2020 la flotta Air Georgian risultava composta dai seguenti aeromobili: